# Feroleto della Chiesa
Feroleto della Chiesa és un comune (municipi) de la Ciutat metropolitana de Reggio de Calàbria, a la regió italiana de Calàbria, situat a uns 70 km al sud-oest de Catanzaro i a uns 50 km al nord-est de Reggio de Calàbria. A 1 de gener de 2019 la seva població era de 1.626 habitants.
Feroleto della Chiesa limita amb els municipis següents: Anoia, Galatro, Laureana di Borrello, Maropati, Melicucco i Rosarno.